# Johann Christoph Pepusch
Johann Christoph (eller John Christopher) Pepusch, född 1667 i Berlin, död den 20 juli 1752 i London, var en tysk-engelsk musiker, tonsättare och teaterledare.

## Biografi
Pepusch gjorde grundliga musikstudier och utvandrade 1700 till London, där han sedan innehade olika anställningar vid teaterkapell och som organist. Han stiftade 1710 den länge verksamma Academy of ancient music, komponerade åtskillig kyrko- och instrumentalmusik med mera samt gjorde mycken lycka med sin folkliga musik till Gays ryktbara sångspel The beggar's opera (1727), som är förebild till Tolvskillingsoperan . Pepusch skrev en Treatise on harmony (1731).